# نونانتولا
نونانتولا (به ایتالیایی: Nonantola) یک کومونه در ایتالیا است که در استان مودنا واقع شده‌است.

## خصوصیات
نونانتولا ۵۵ کیلومترمربع مساحت و ۱۵٬۷۷۳ نفر جمعیت دارد و ۲۰ متر بالاتر از سطح دریا واقع شده‌است.

## خواهرخوانده
شهرهای لمورو و السا د منتسرات خواهرخوانده‌های نونانتولا هستند.